# 細菌結構

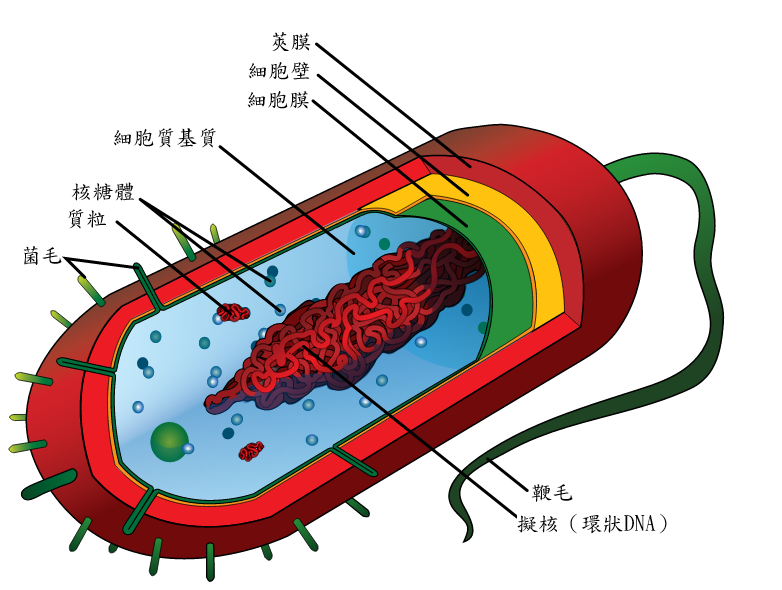
革蘭氏陽性菌的結構圖

細菌（真細菌）的細胞結構獨特，與古菌和真核生物細胞結構有很大不同。
細菌的細胞結構相比真核生物，要簡單很多。細菌最外層的結構爲細胞壁。往內，則依次爲細胞膜、細胞質及擬核(環形DNA)。部分細菌還具有莢膜、芽孢、鞭毛等特殊結構。另外，細菌還有膜內摺形成的間體結構。與真核細胞不同，細菌一般來說沒有核膜包被的細胞核，也沒有複雜的內膜系統。其唯一的細胞器爲核糖體。通過革蘭氏染色，可以將細菌分爲革蘭氏陽性菌與革蘭氏陰性菌。革蘭氏陽性菌與革蘭氏陰性菌的細胞壁、鞭毛等在結構上均存在差異。
值得注意的是，目前只有大約1%的細菌得到了充分闡釋，人們對細菌結構的認知也僅僅是以這些細菌爲基礎，對其共性進行歸納，不能保證能完全代表所有細菌。例如，已經發現並不完全符合典型革蘭氏陽性菌/革蘭氏陰性菌特徵的細菌；浮黴菌門的細菌的核有膜包被，等:42。

## 細胞壁
細胞壁爲細菌最外部的一層堅韌、厚實的外被。革蘭氏陽性菌和革蘭氏陰性菌的細胞壁結構有所不同（革蘭氏陽性菌和革蘭氏陰性菌細胞壁結構的差異也是革蘭氏染色法的基本原理）。

### 肽聚糖

細菌細胞壁的組織結構

革蘭氏陽性菌和革蘭氏陰性菌的細胞壁中均含有肽聚糖:55-56。
肽聚糖中的糖鏈由乙酰氨基葡萄糖和乙酰胞壁酸交聯聚合而成。在糖鏈上，每個一定殘基就會出現一條含有D-氨基酸的四肽肽尾。肽聚糖通過肽尾之間的相互連結，產生一定的韌性。革蘭氏陽性菌的肽聚糖的肽尾之間透過一段長5個氨基酸殘基的肽橋連結，強度比肽尾之間直接透過肽鍵連結的革蘭氏陰性菌的肽聚糖高。青黴素等抗生素的作用位點正是肽橋，因而青黴素能夠通過阻止肽聚糖的合成，高效殺滅革蘭氏陽性菌:55-56。

### 革蘭氏陽性菌
革蘭氏陽性菌的細胞壁結構較爲簡單，強度較高，由數十層交疊的肽聚糖構成。肽聚糖中含有能增強細胞壁韌性的磷壁酸。在肽聚糖層與細胞膜之間，有一層週質空間。週質空間是胞外酶的聚集場所。部分細菌的週質空間中含有能夠破壞抗生素的酶（比如青黴素酶）。

### 革蘭氏陰性菌
革蘭氏陰性菌的細胞壁結構較爲複雜，但強度較低。從外到內依次爲細菌外膜、肽聚糖層、週質空間:57-60。
細菌外膜是一層特殊的脂質雙分子層。其靠內的脂質層爲磷脂，而靠外的脂質層則由含有類脂A（內毒素）的脂多醣鋪成。在外膜上，有一類孔道蛋白，允許物質非特異性地通過細菌外膜:57-60。
革蘭氏陰性菌的肽聚糖層較薄，一般只含有寥寥數層肽聚糖:57-60。

## 細胞膜
細菌的細胞膜與真核細胞的細胞膜組成差異不大，惟細菌的細胞膜中不含膽固醇。其基本組成單位爲磷脂雙分子層，在雙分子層中鑲嵌着多種蛋白質。其功能有：控制細胞與外界物質的交換；在細胞維持胞內正常滲透壓的機制中起屏障的作用；爲組成細胞壁或莢膜的大分子的合成提供場所；參與氧化磷酸化或光合磷酸化；爲酶提供附着點；爲鞭毛提供着生點和運動所需能量，等等。另外，部分細菌的細胞膜會向內凹陷摺疊，形成囊裝的「間體」（亦有文獻稱其爲「中介體」）。間體能夠促進細胞間隔的形成，並與細菌遺傳物質的複製與分離有關。同時，間體亦能擴大細胞膜表面積，從而使得細菌體內的呼吸酶含量增加，以至有「擬線粒體」之稱。

## 細胞質
細菌的細胞質基質是一種透明的膠狀固體，其基本成分爲水、蛋白質、脂質、核酸和少量的無機鹽。好氧細菌的與有氧呼吸的酶即分佈在細胞質基質中。與真核細胞不同，細菌的細胞質基質是不能流動的。在細胞質基質中，存在着質粒以及核糖體。

### 核糖體

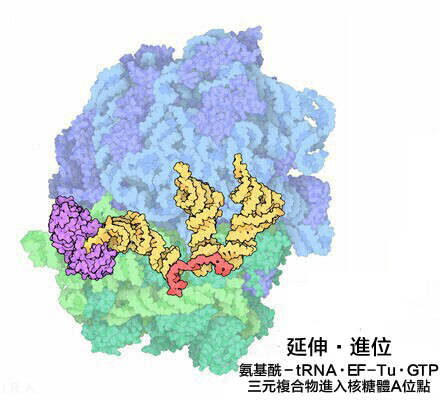
一個原核生物的核糖體

核糖體爲細菌唯一的細胞器，乃細菌合成蛋白質的場所。核糖體由RNA（核糖核酸）和蛋白質構成，其中，前者約佔60%，後者約佔40%。蛋白質會隨着核糖體在mRNA上的移動而被逐漸合成。與真核生物不同，由兩個沉降係數分別爲50S和30S的兩個核糖體亞基組成的細菌核糖體的沉澱係數爲70S。細菌胞內的核糖體數量會因細菌的生長狀況不同而有所差異。細菌內的核糖體常常成串連在一起，形成「多聚核糖體」。

### 質粒

右側的環狀DNA爲質粒

質粒爲一種位於細菌細胞質中的小型環狀DNA，能夠攜帶部分遺傳信息。質粒控制的性狀一般與細菌的基本生存無關（如耐藥性、有無莢膜等等）在格里菲斯實驗中，R型（無莢膜）的肺炎雙球菌正是攝取了位於質粒上的S型（有莢膜）肺炎雙球菌關於莢膜生成的DNA而轉化爲S型肺炎雙球菌的。

## 擬核
擬核爲細菌胞內遺傳物質的一個形狀不規則的環狀DNA，攜帶了原核生物大部分的遺傳物質。擬核會在細菌分裂前一分爲二。擬核無核膜，與細胞質基質無明顯的界限。而核膜的有無，常常是劃分原核細胞與真核細胞的標準。細菌一般含有1-4個擬核，但也有細菌含有20-25個（比如褐球固氮菌）。

## 特殊結構

### 莢膜
某些細菌的細胞壁外存在着一層厚度不定的膠狀物質，該結構被稱爲莢膜（capsule）。莢膜的主要成分爲多糖、多肽或蛋白質。但也有莢膜的組分較爲特殊，爲DNA（比如一些鹽桿菌）。莢膜不是細菌的必要組分。即使是有莢膜的細菌，其莢膜在被稀鹼、稀酸或是相關酶等物質除去後，細菌仍然可以正常成活。莢膜可以保護細菌免受乾旱損傷、儲藏養料、堆積代謝廢物、參與細菌的附着過程。另外，部分細菌的莢膜還可讓其不被宿主吞噬細胞吞噬，荚膜多糖亲水和带负电荷，与吞噬细胞膜有静电排斥力，故能阻滞表面吞噬活性。

### 芽孢

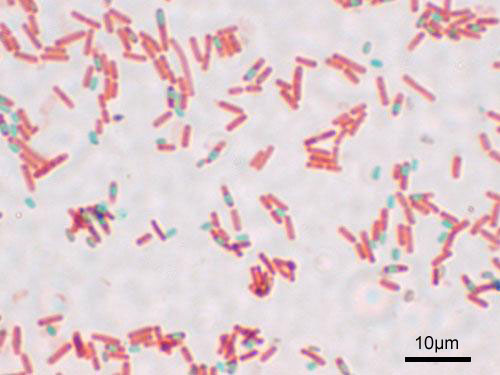
以Schaeffer–Fulton 芽孢染色法染色的枯草芽孢桿菌，芽孢被孔雀綠染成了綠色

芽孢（Endospore）係一種由部分細菌在生長發育後期產生的沒有繁殖能力的特殊休眠體，它可以在環境適宜時發育爲完整的營養細胞（該過程稱爲「萌發」）。其形狀通常爲梭狀或棒槌狀。它對環境擁有極強的耐受力，能夠在營養細胞不能存活的環境中存活。芽孢的含水量低（平均40%），壁緻密，擁有一種特殊的化學物質2,6-吡啶二羧酸鈣。有說法認爲，2,6-吡啶二羧酸鈣能夠加強芽孢內生物大分子的穩定性，從而讓芽孢的耐熱性得以提高。部分沈積於湖底淤泥中的芽孢能夠存活500-1000年，亦有記錄表明，部分芽孢可以存活3000年。甚至，有觀點認爲，部分芽孢可以存活幾億年（比如在鹽結晶中的芽孢）。但是，芽孢能存活數億年這種觀點受到了學界的質疑 。普通的巴氏消毒法不能殺死芽孢。
芽孢耐熱的機理至今也沒有得到完美解釋。能夠產生芽孢的細菌不多，大部分爲屬革蘭氏陽性菌的芽孢桿菌。球菌中只有極個別的物種，如芽孢八疊球菌屬的芽孢八疊球菌能夠產生芽孢。而科學家至今也未能發現能產生芽孢的典型螺旋菌。
細菌還有類似於芽孢的休眠體，比如固氮細菌的孢囊（cyst），粘球菌的粘液孢子（myxospore）等等。

### 鞭毛
某些細菌在體表上長有一種具有運動功能長絲狀、波曲的附屬物，該結構即爲鞭毛。鞭毛的直徑僅有0.01～0.02μm，必須通過電子顯微鏡才可以直接觀察到。但是，鞭毛在經過染料加粗後，也可以用光學顯微鏡觀察到。革蘭氏陰性菌的鞭毛結構比革蘭氏陽性菌的複雜。鞭毛的運動速度很快，可達20～80μm/秒。

### 菌毛
菌毛（Pilus）係生在在細菌表面的一種纖細（直徑約7-9奈米）、中空、短直的蛋白質附屬物。其數目較多（單個細菌250-300根），主要見於革蘭氏陰性菌上。菌毛的結構比鞭毛要簡單，能讓細菌較牢固地附着在物體上。菌毛分爲普通菌毛和比普通菌毛要來得粗的性菌毛兩種。其中，後者係由質粒攜帶的一種致育因子（Ferility factor）控制，它能夠在細菌之間傳遞DNA，使得細菌的毒性及耐藥性能通過這種方式在細菌間傳遞。有的性菌毛還是RNA噬菌體的吸附受體。